# الجوازع (السياني)

تعديل مصدري - تعديل

الجوازع هي إحدى قرى عزلة هدفان بمديرية السياني التابعة لمحافظة إب، بلغ تعداد سكانها 2911 نسمة حسب تعداد اليمن لعام 2004.